# Старая Русса (станция)
Старая Русса — железнодорожная станция Октябрьской железной дороги в одноимённом городе Новгородской области.

## История

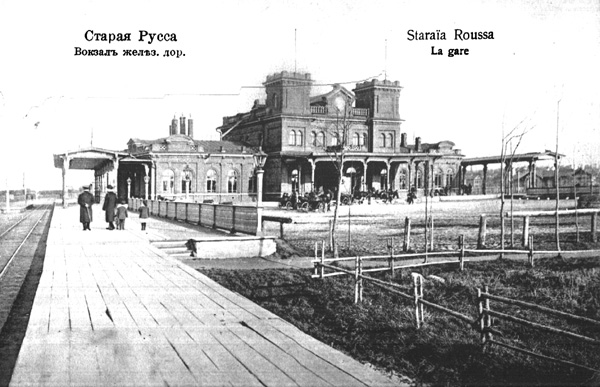
Вид вокзала Старая Русса до революции

Впервые станция Старая Русса была сооружена как конечный пункт узкоколейной железной дороги Новгород — Шимск — Старая Русса. Участок введён в строй 12 июня 1878 года.
Современная станция появилась в 1897 году с постройкой линии Бологое — Псков.
Узкоколейная линия на Шимск перешита на широкую колею в 1923 году. Станция Старая Русса являлась узловой с направлениями на Псков, Бологое и Новгород.
Станция, как и весь город, была сильно разрушена в Великую Отечественную войну. Разрушенная линия Новгород — Шимск — Старая Русса так и не была восстановлена после войны. В 1952—1955 гг. отстроено новое здание вокзала в стиле сталинского ампира.

## Современное состояние
Станция Старая Русса находится на северо-западе города. Вокзал находится к северной стороны от путей. Основным фасадом он обращён к Санкт-Петербургской улице. Над станцией проходит автомобильная эстакада, соединяющая улицу Восстания с Санкт-Петербургской улицей. На привокзальной площади расположена также автостанция Старая Русса.
Станция не электрифицирована.
Через станцию, по состоянию на 2025 год, проходят 3 пары поездов дальнего следования: 2 пары Москва — Псков и 1 пара «Ласточек» Санкт-Петербург — Старая Русса (только по выходным, следуют до станции под тепловозной тягой из-за отсутствия электрификации), а также, с частотой 1-2 раза в неделю, пригородные поезда Старая Русса — Морино, Старая Русса — Едрово, Старая Русса — Бологое-Московское.